# Дрон-камікадзе

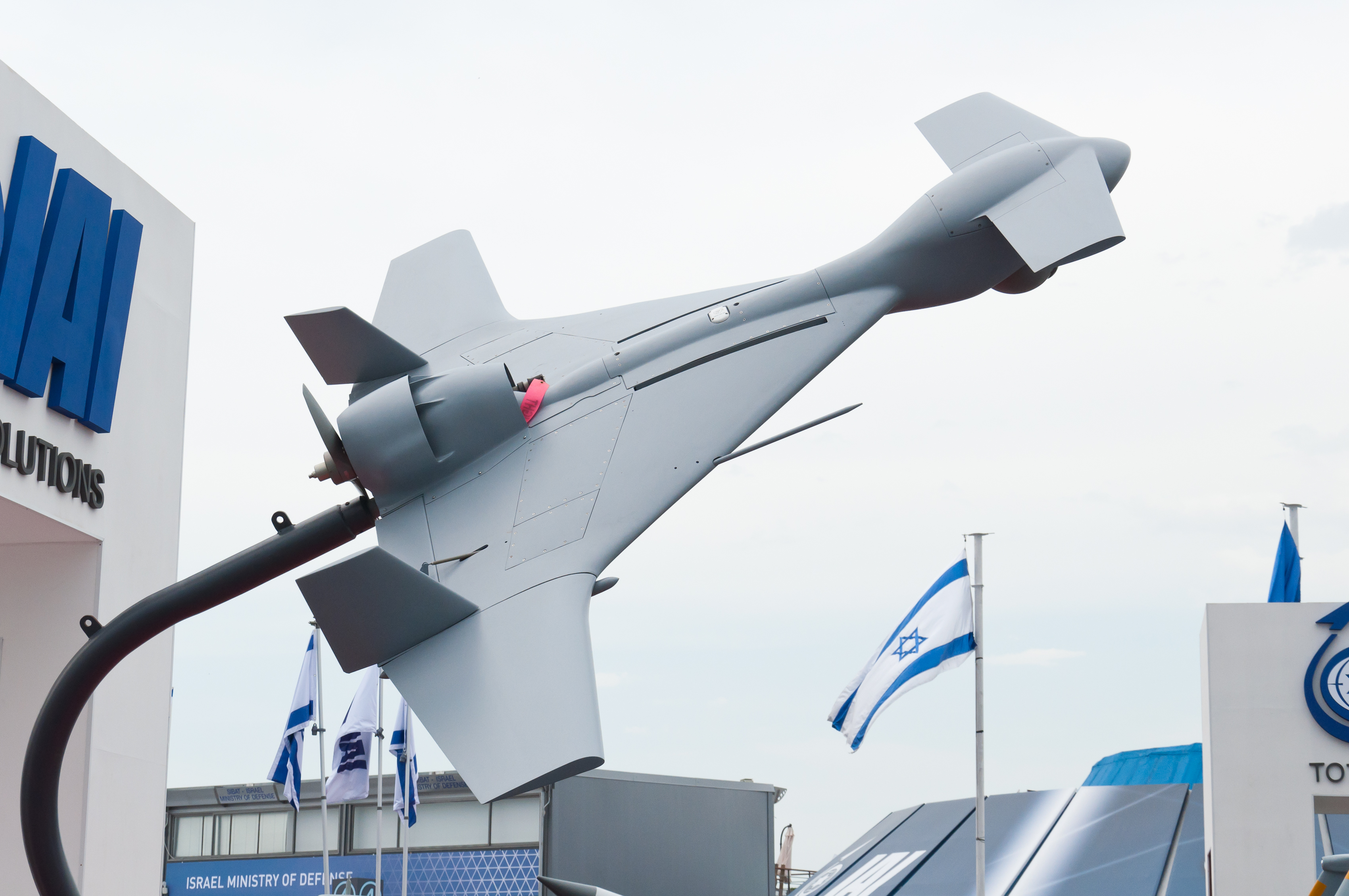
IAI Harop — баражувальний боєприпас, призначений для боротьби з системами протиповітряної оброни

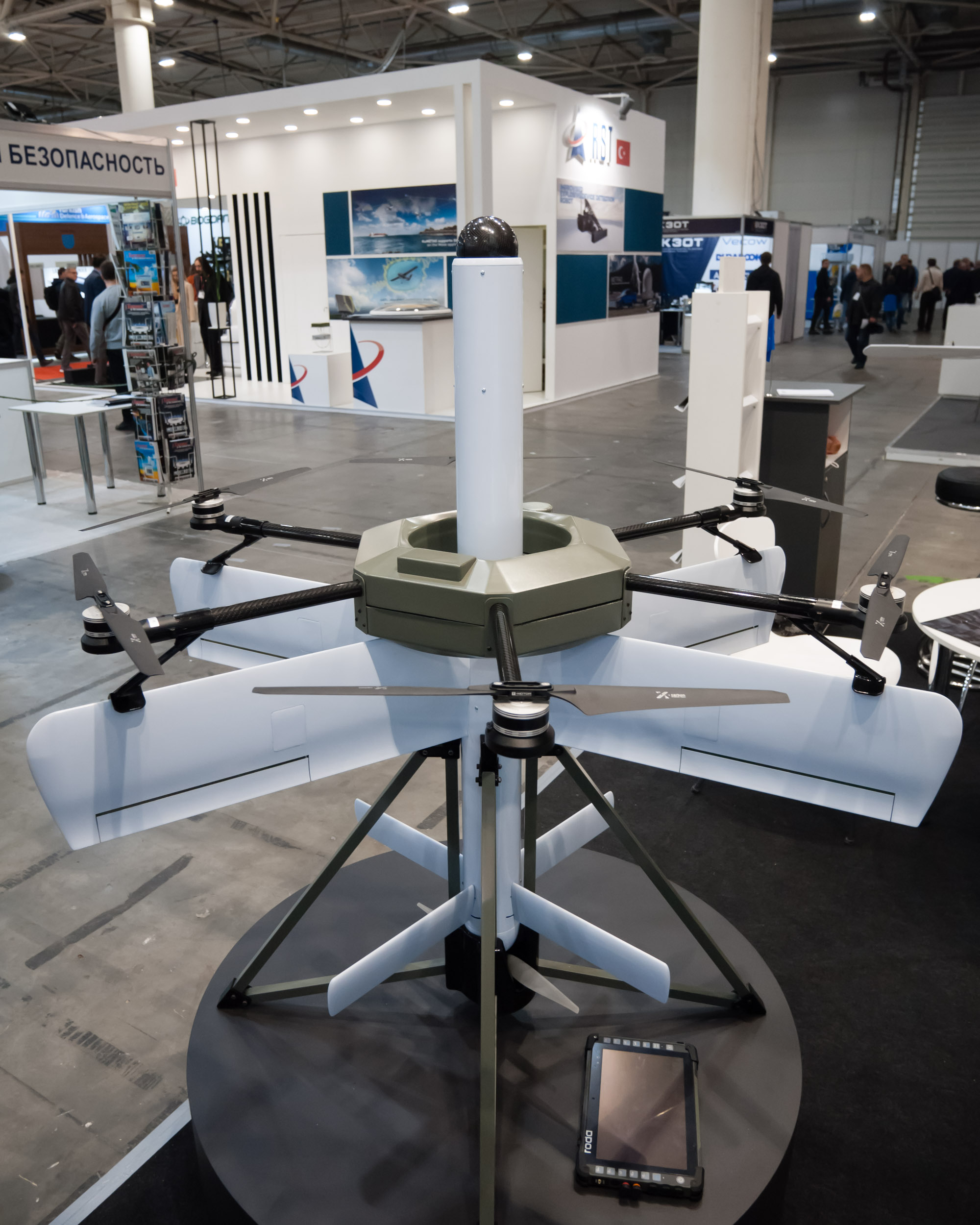
Баражувальний боєприпас українського виробництва «Тихий грім»

Дрон-камікадзе (англ. kamikaze drone; також баражуючий (чи баражувальний) боєприпас, англ. loitering munition) — тип безпілотних літальних апаратів, які уражають ціль вбудованою бойовою частиною, самознищуючись при атаці. Зазвичай, дрони-камікадзе мають оптичні засоби спостереження та здатні баражувати до виявлення цілі, але деякі зразки летять автономно за визначеною траєкторією.
Існує широкий спектр дронів-камікадзе від малих FPV-дронів з невеликими бойовими частинами, до далекобійних дронів, здатних доставити заряд на сотні або тисячі кілометрів, як Shahed 131, «Бобер» та «Лютий».
Ідея створення БПБ виникла наприкінці 70-х років XX сторіччя.

## Опис
Найпростішими імпровізованими дронами-камікадзе є дешеві комерційні квадрокоптери, що можуть нести невеликий заряд вибухівки. Подібно використовуються FPV-дрони, які є значно швидшими, але вибагливими до навичок оператора.

### Далекобійні дрони
Існують дрони-камікадзе, здатні уражати цілі на відстані, що складає сотні й навіть тисячі кілометрів. Їх також називають «діпстрайк» (від англ. deep strike — «глибокий удар»).
Деякі зразки таких апаратів, попри очевидну конструктивну подібність до БПЛА, не мають основоположних рис безпілотників. Так, іранські Shahed 131 та 136 або український «Бобер» не мають на борту оптичного обладнання та не можуть вести спостереження. На відміну від класичних БПЛА, вони летять автономно для ураження визначеної до запуску цілі, а їх маневрові властивості дуже обмежені (як у крилатих ракет) — таким чином ці апарати значно більше схожі за принципом дії на крилаті ракети та виконують схожі з ними функції, а відмінність полягає лише в принципі роботи двигуна. На думку аналітика RUSI Узі Рубіна, ці апарати можна вважати «гвинтовими крилатими ракетами» (англ. propeller-driven cruise missile).

### FPV-дрони
Під час російського вторгнення в Україну (з 2022) набули великого поширення FPV-дрони в ролі дронів-камікадзе.

### Реактивні дрони
Низка ударних дронів мають реактивні двигуни, чим фактично стирають межу із крилатими ракетами. Як правило, єдина відмінність полягає в тому, що вони менші за розміром, ніж типова крилата ракета.
В грудні 2022 року Україна використала старі радянські розвідувальні безпілотники Ту-141 «Стриж» для атаки авіабази Енгельс за 600 км від українського кордону. Ці дрони мали реактивні двигуни і були здатні розвивати надзвукову швидкість. Їх модернізували, встановивши потужну бойову частину замість апаратури для аерофотографування і систему наведення, чим перетворили безпілотник на дешевий аналог крилатої ракети.
Восени 2023 року з'явився іранський реактивний дрон Shahed-238. За оцінкою аналітиків, цим «Шахед» втратив свою головну перевагу — низьку ціну.
Наприкінці 2023 року Британія анонсувала постачання Україні далекобійного дрона-камікадзе, створеного на основі тренувального Banshee Jet 80, створеного ще в 1980-х. У лютому 2024-го, ймовірно, Bunshee Jet 80 збили росіяни у 90 км від лінії фронту біля Новоазовська, який мав 7-кг бойову частину.
У серпні 2024 року Володимир Зеленський оголосив про створення реактивного дрона «Паляниця», який був охарактеризований як «ракета-дрон». За оцінкою редактора Defence Express, назва ракета-дрон була неточна, оскільки дрон мав не ракетний, а реактивний двигун. Згодом Україна представила кілька інших озброєнь, які також були представлені як ракети-дрони: «Пекло», «Рута», «Барс».

## Представники

### Harpy (Ізраїль)

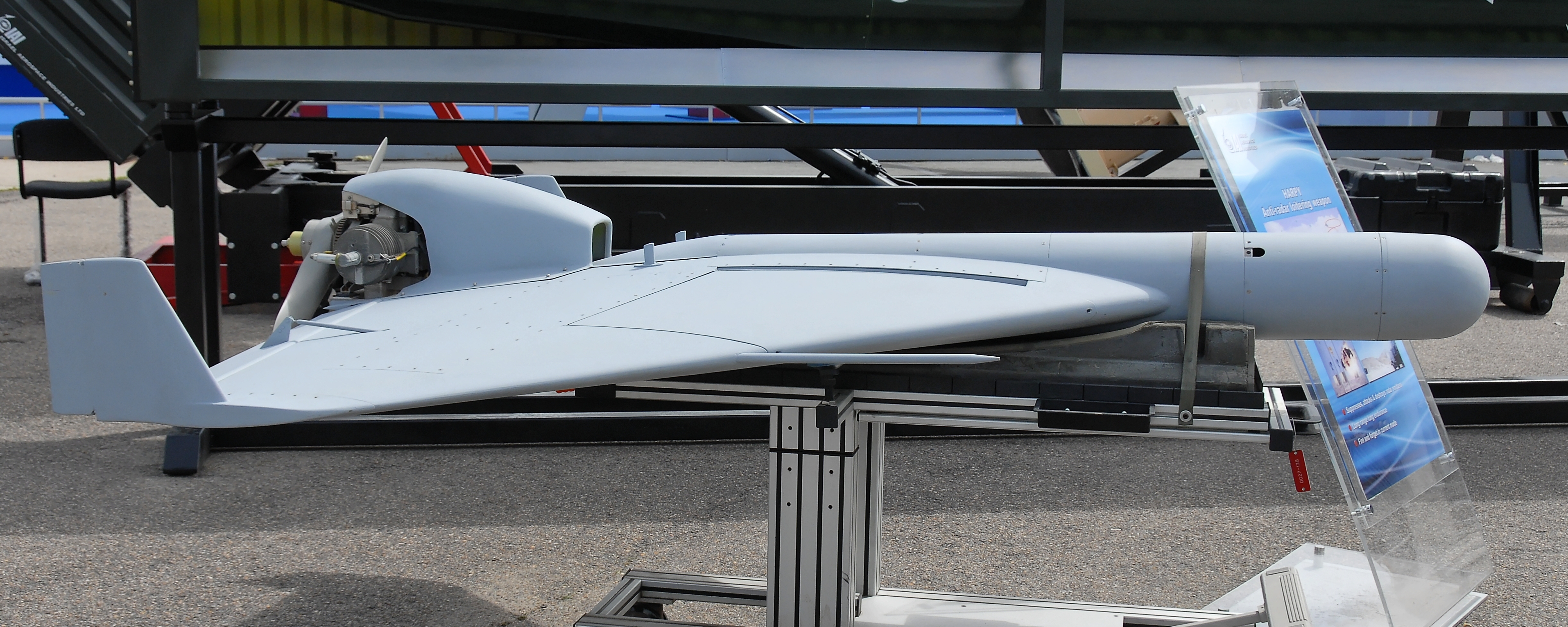
IAI Harpy — баражуючий боєприпас першого покоління

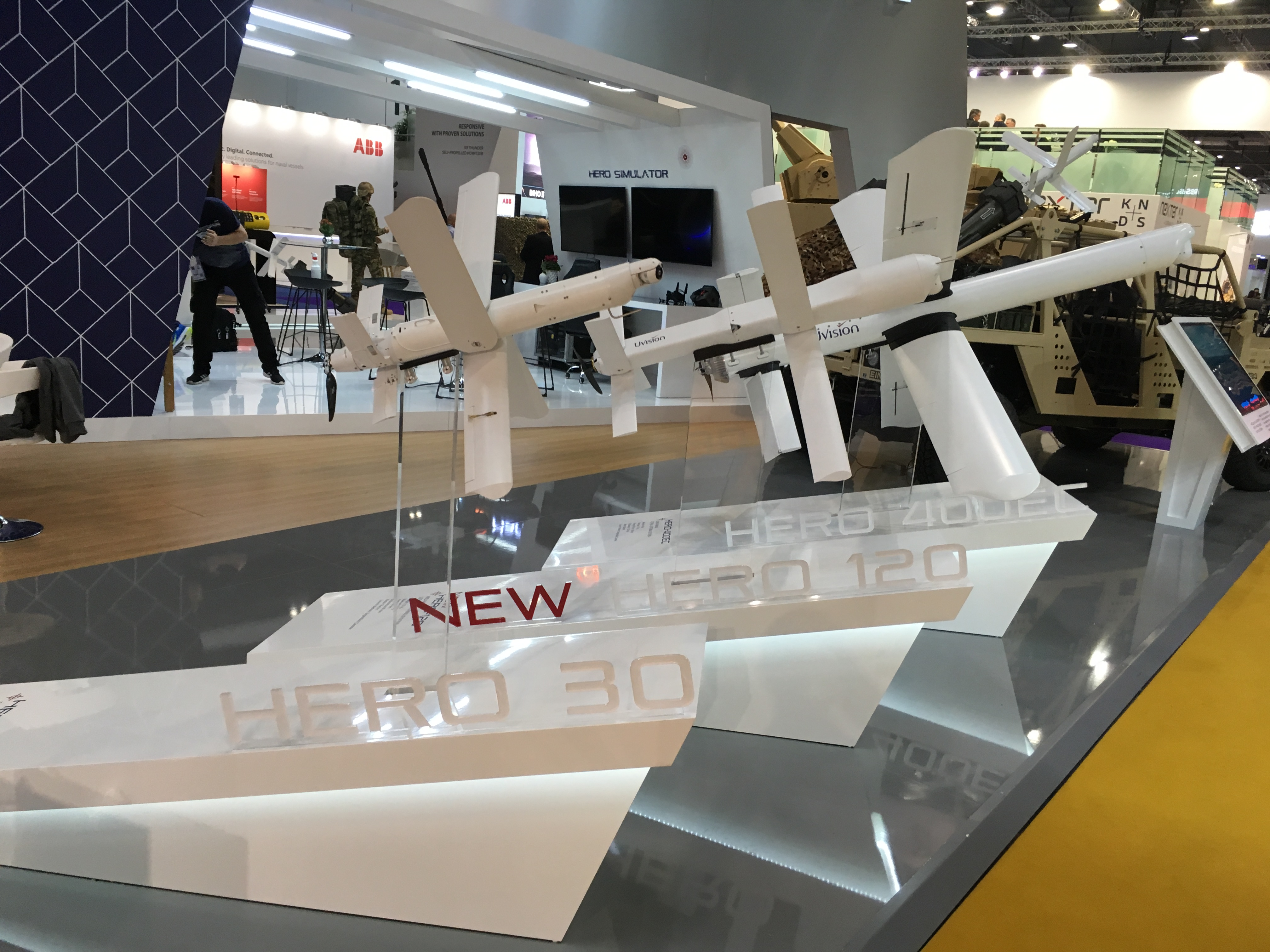
БПБ родини HERO (UVision Air Ltd, Ізраїль), DSEI 2019

Піонером в своєму виді є безпілотник Harpy, який створено фірмою Israel Aircraft Industries (IAI). Він призначений для боротьби з радіолокаційними станціями супротивника. Harpy перебуває на озброєнні Чилі, Індії, Ізраїлю, Південної Кореї, Туреччини, Китаю..

### Fire Shadow (Франція, Німеччина, Італія, Іспанія, Велика Британія, США)
Безпілотник Fire Shadow розроблено міжнародною корпорацією MBDA (Франція, Німеччина, Італія, Іспанія, Велика Британія, США). Він призначений для баражування в заданому районі та подальшого ураження стаціонарних або мобільних цілей, забезпечуючи тим самим командирів армійських підрозділів оперативною, високоточною вогневою підтримкою на значній глибині по фронту. Стартова маса — близько 200 кг, дальність дії — до 100 км. Боєприпас може баражувати на висоті близько 4600 м протягом 6 годин. БПБ стартує з наземної пускової установки рейкового типу..

### Harop (Ізраїль)
Безпілотник Harop, розроблений в конструкторському бюро заводу MABAT концерну «Таасія авірит» (Ізраїль), призначений для ураження важливих наземних цілей противника, а також ведення розвідки і оперативного ураження малопомітних стаціонарних і мобільних наземних (морських) цілей, включаючи зенітно-ракетні комплекси противника, пускові установки тактичних і балістичних ракет, оцінки результатів вогневого ураження. Harop має максимальну довжину 2,5 м, розмах крила 3,0 м, максимальну злітну масу 135 кг і максимальну дальність польоту до 1000 км. Безпілотник здатен баражувати баражувати в районі цілі до 6 годин. Маса уламково-фугасної БЧ — 23 кг..

### Sparrow (Ізраїль)
Безпілотник Sparrow розроблено фірмою E.M.I.T. UAV Company. Sparrow має максимальну довжину 2,14 м, розмах крила 2,44 м, злітну масу 45 кг, може брати корисне навантаження масою до 12 кг і оснащується двоциліндровим двотактним поршневим двигуном, який приводить в дію повітряний гвинт. Безпілотник здатен баражувати протягом 6 годин на віддаленні від 20 до 120 км від місця старту в залежності від антени, яка входить до складу комплексу..

### WS-43 (Китай)
Китайський безпілотник WS-43 входить в боєкомплект модульних реактивних систем залпового вогню. Дальність дії — 10…60 км, тривалість баражування — близько 30 хв, швидкість польоту — 0,3…0,4 м/с, точність ураження цілі — близько 10 м, вага БЧ — 20 кг..

### Spike Firefly (Ізраїль)

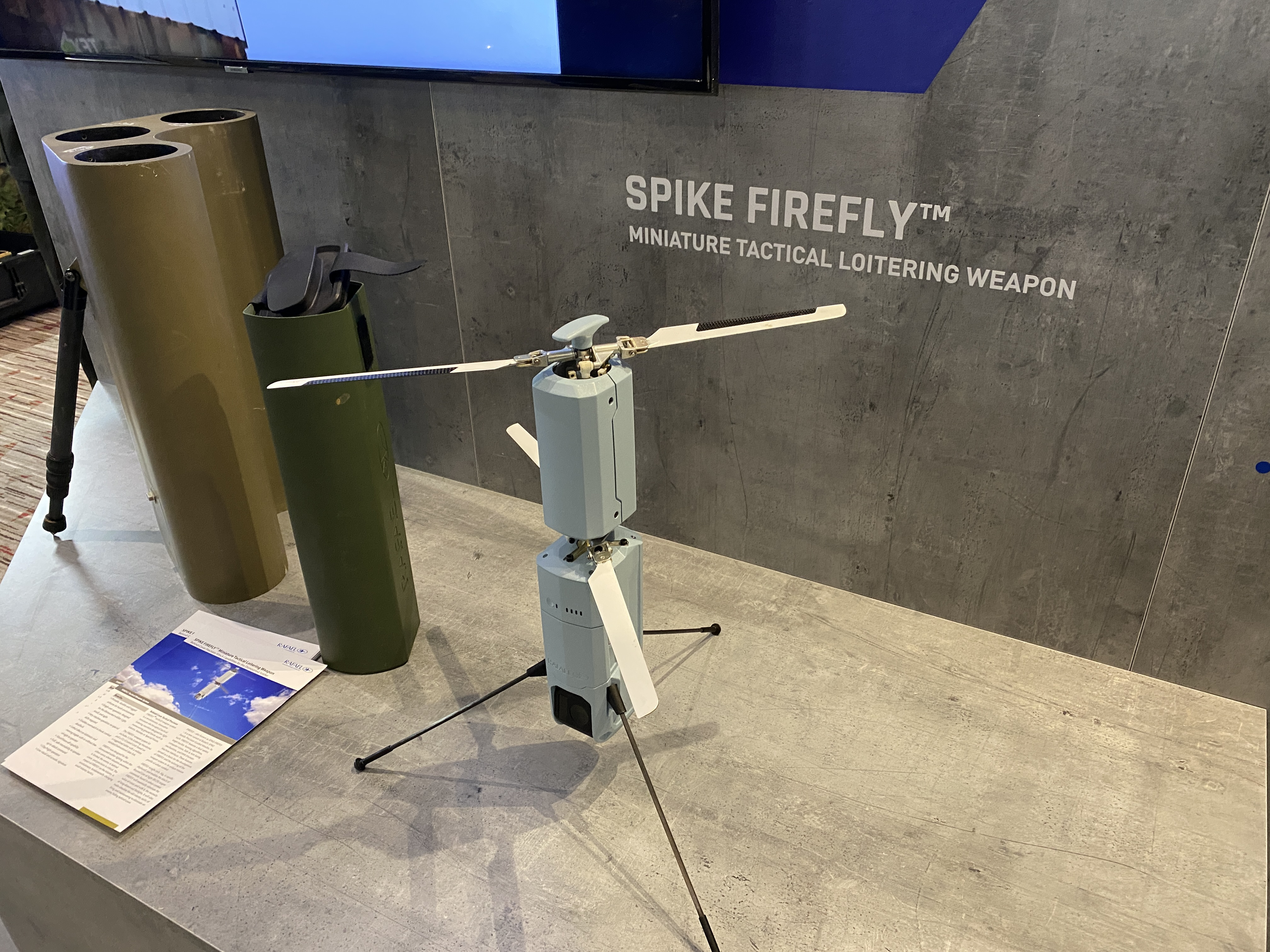
БПБ «Spike Firefly»

Розроблений компанією Rafael (Ізраїль). Безпілотник оснащується 400 г бойовою частиною, дальність польоту від місця запуску сягає 500—1500 м. Швидкість польоту не перевищує 70 км/год. Тривалість баражування залежить від кількості встановлених у безпілотник акумуляторних батарей і становить 15 — 30 хв. Для виявлення цілей використовується бортова оптико-електронна система, що діє в інфрачервоному та видимому оптичних діапазонах електромагнітних хвиль.

### Warmate (Польща)
Розроблений польським підприємством WB Electronics.

### «Ланцет» (Росія)
Російський безпілотник розробки компанії ZALA Aero, має кілька типів наведення. Швидкість руху в повітрі становить до 300 км/год, радіус польоту — до 40 км. Максимальна маса — 12 кг. Цей БПБ може використовуватися для утворення повітряних мінних полів.

### Shahed 136 (Іран)
На початку вересня 2022 року Shahed 136 почали надходити з Ірану до Росії, і отримали назву «Герань-2».
12 вересня було збито поблизу Куп'янська, 20 вересня збито на Миколаївщині.
Як інформував речник Повітряних сил Юрій Ігнат, говорити, наскільки ефективною є така зброя як «Shahed 136», наразі зарано. Говорити, чи це єдиний тип безпілотника, який Іран надав Росії, наразі теж неможливо.

### NEM-600 (Болгарія)
В 2022 році був представлений реактивний безпілотник-камікадзе Nemesis від Hades Defense Systems, що здатен пробивати 800 мм броні.

### HF-1 (Німмечина)
В 2025 році як повідомляє німецьке видання BILD, влада Німеччини планує передати до 4000 дронів німецької оборонної компанії Helsing.